# Gräne
Gräne är ett naturreservat i Stenkyrka socken i Region Gotland på Gotland.
Området är naturskyddat sedan 2005 och är 85 hektar stort. Reservatet består av en källmyr som täcks av barrskog med inslag av lövträd. 